# Aurel Vlaicu, Botoșani
Aurel Vlaicu este un sat în comuna Avrămeni din județul Botoșani, Moldova, România.